# Liptovský Ján
Liptovský Ján (până în 1927 Svätý Ján, până în 1960 Liptovský Svätý Ján, în maghiară Szentiván) este o comună slovacă aflată în districtul Liptovský Mikuláš din regiunea Žilina. Localitatea se află la altitudinea de 635 m deasupra n.m., se întinde pe o suprafață de 67,77 km2 și în 2017 număra 1.070 de locuitori. Se învecinează cu Uhorská Ves, Podtureň, Brezno, Vyšná Boca, Liptovská Porúbka, Horná Lehota, Liptovský Mikuláš, Demänovská Dolina și Závažná Poruba.

## Istoric
Localitatea este atestată documentar din 1327 sub numele de Sanctus Johannes.

## Demografie
| An:                | 1994 | 2004   | 2014    | 2024   |
| ------------------ | ---- | ------ | ------- | ------ |
| Număr de persoane: | 830  | 819    | 1055    | 1102   |
| Diferență:         |      | −1,32% | +28,81% | +4,45% |

| An:                | 2023 | 2024   |
| ------------------ | ---- | ------ |
| Număr de persoane: | 1087 | 1102   |
| Diferență:         |      | +1,37% |